# Krašce
Krašce – wieś w Słowenii, w gminie Moravče. W 2018 roku liczyła 106 mieszkańców.